# História econômica do Brasil

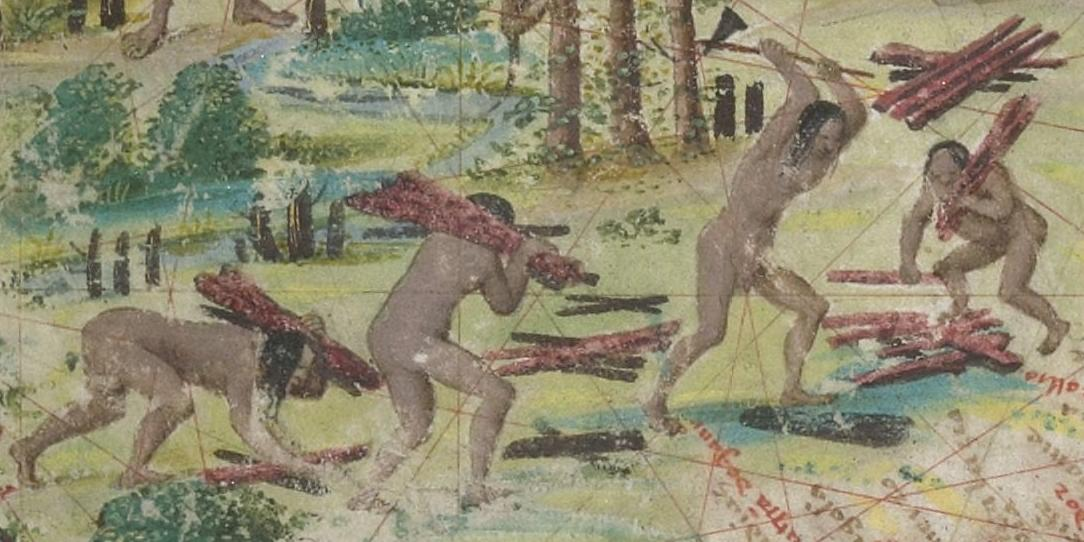
Índios brasileiros coletando pau-brasil, representados no Atlas Miller (1519). O ciclo do pau-brasil foi o primeiro ciclo econômico do país.

A história econômica do Brasil é marcada pelas grandes divisões presentes na história do Brasil. No entanto, muitos autores identificam continuidades, uma permanência das marcas deixadas pela colonização portuguesa, formulando teorias como a da dependência e ressaltando as diferenças entre as "colônias de povoamento" e as "colônias de exploração". A economia do Brasil viveu vários ciclos ao longo da história do país. Em cada ciclo, um setor foi privilegiado em detrimento de outros, provocando sucessivas mudanças sociais, populacionais, políticas e culturais dentro da sociedade brasileira.
O Brasil inseriu-se na história econômica ocidental inicialmente no setor primário extrativista. Os índios que habitavam o território brasileiro viviam de caça, pesca e coleta, com algumas tribos praticando agricultura ocasional. Ao encontrar-se com o europeu, o escambo desenvolveu e a extração sistemática nas regiões costeiras e depois das drogas do sertão tornaram-se marginais, com a fixação de colonos portugueses e estabilização da agricultura de plantation.
Ainda no período colonial, desenvolveram-se os ciclos de mineração e, em consequência, o tráfico humano e a pecuária como atividades econômicas subsidiárias da mineração. Nesta época, a manufatura foi desencorajada, o que explica a tardia industrialização do Brasil.
No final do império, propagou-se a produção e exportação de poucos produtos (commodities), como o café, a borracha e o cacau. Depois da crise de 1929, começaram a se fortalecer as indústrias. A partir da década de 1900, consolidou-se o setor terciário, com uma economia baseada em serviços.

## Período pré-colonial (1500–1530)
Ao contrário das fartas riquezas metálicas encontradas pelos espanhóis nas terras recém-descobertas por eles na América, nada havia de muito interessante para os portugueses na "Terra de Santa Cruz", além de papagaios, macacos e uma "madeira de tingir", que já era conhecida no Oriente e que podia alcançar altos preços na Europa. Logo depois da descoberta do Brasil pelos europeus, expedições portuguesas se seguiram para explorar o território e extrair toras da planta nativa. No entanto, os portugueses não estavam sozinhos nos mares, e corsários das nações não contempladas no Tratado de Tordesilhas — ingleses, holandeses e principalmente franceses (ver: Invasões francesas no Brasil) — também passaram a frequentar a costa brasileira.
A extração do pau-brasil era feita com o auxílio da mão de obra nativa, na base do escambo, em que os europeus forneciam objetos de pouco valor na Europa mas que, no início, exerciam um grande fascínio sobre os nativos, pois estes viviam numa sociedade de caça e coleta: manufaturados relativamente comuns dos europeus alcançavam cotações altas no escambo. Por vezes, foram construídas feitorias para proteção contra navios inimigos e para armazenar as toras até o transporte, mas o saldo foi de grande devastação das matas costeiras e nenhum núcleo de povoamento europeu permanente.

## Período colonial
Na década de 1530, estava claro para dom João III que a soberania do Papa e os guarda-costas itinerantes não seriam suficientes para afugentar os franceses que, cada vez mais, fincavam o pé nas suas possessões americanas. Foi, então, a ameaça da possível fixação francesa nas terras brasileiras que o induziu a defendê-las por um processo mais amplo e seguro: promover a ocupação efetiva através do povoamento e colonização.
Mas, para isso, ocorria uma dificuldade: ninguém se interessava pelo Brasil. A não ser os traficantes de madeira - e estes mesmos já começavam a abandonar uma empresa cujos proveitos iam em declínio -, ninguém se interessara seriamente, até então, pelas novas terras; menos ainda para habitá-las. Todas as atenções de Portugal estavam voltadas para o Oriente, cujo comércio chegara neste momento ao apogeu. Nem o Reino contava com população suficiente para sofrer novas sangrias; os seus parcos habitantes, que não chegavam a dois milhões, já suportavam com grande sacrifício as expedições orientais.— 
Nessas condições, a colonização não se efetivaria sem grandes incentivos, o que o Rei deu, abrindo mão de seus poderes soberanos em benefício de seus súditos que se dispusessem a arcar com os custos e o risco da colonização. Em 1534, o sistema adotado foi o das capitanias hereditárias, das quais apenas Pernambuco, no Nordeste, e São Vicente, na extremidade meridional do Brasil, conseguiram vencer as dificuldades iniciais e "tornaram-se centros de crescimento populacional e econômico relativamente importantes. As demais, ou foram abandonadas em consequência de ataques indígenas ou vegetaram numa obscuridade total, com pequeno número de colonos que mantinham uma posição precária em locais isolados da faixa litorânea" .

### Ciclo do açúcar

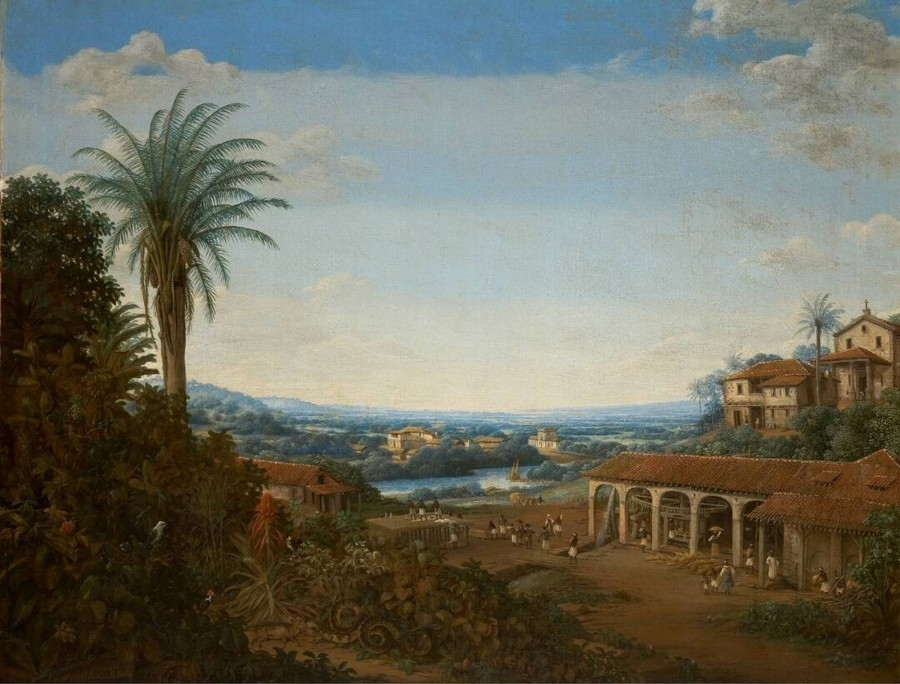
Um engenho de cana-de-açúcar em Pernambuco colonial, por Frans Post (século XVII).

Os donatários, em geral, não dispunham de grandes recursos para a empresa colonizadora e levantaram fundos tanto em Portugal quanto na Holanda, principalmente junto a comerciantes calvinistas,[carece de fontes?] que viam boas perspectivas para a cultura da cana-de-açúcar no Brasil, a partir da experiência das Ilhas Atlânticas. O açúcar de cana alcançava altos preços na Europa e a oferta era pequena, limitada à produção da Sicília, Ilha da Madeira, Cabo Verde, e o que chegava dos árabes otomanos, pelo comércio mediterrâneo dominado pelas cidades italianas. "O volume desse fornecimento era contudo tão reduzido que o açúcar se vendia em boticas, pesado aos gramas."
A cultura da cana era somente viável em larga escala, utilizando grandes propriedades, no sistema de plantation. Todo o trabalho de desbravamento do território para plantio exigia grande mão de obra, e a plantação, colheita e transporte da cana até os engenhos só era rentável se feito em grande escala. Assim a indústria açucareira voltada à exportação era um negócio acessível apenas para grandes investidores. O primeiro engenho de açúcar de que se tem notícia no Brasil foi construído em 1516 no litoral pernambucano, mais precisamente na Feitoria de Itamaracá, confiada ao administrador colonial Pero Capico — o primeiro "Governador das Partes do Brasil". Em 1526, já figuravam na Alfândega de Lisboa direitos sobre o açúcar de Pernambuco. Poucos anos depois, em 1532, as primeiras plantas de cana-de-açúcar chegaram a São Vicente, vindas provavelmente da Ilha da Madeira com Martim Afonso de Sousa.
Negros africanos e indígenas eram a mão de obra utilizada na produção e industrialização da cana-de-açúcar. Mas o preço dos escravos africanos era alto. Os portugueses possuíam poucos recursos para a implantação da cultura da cana-de-açúcar no Brasil. Precisavam comprar escravos, preparar a terra, fazer o plantio e colheita, instalar os engenhos para a fabricação do açúcar, transportar e distribuir o produto na Europa.
Não tendo recursos, a solução encontrada foi aliar-se aos holandeses, que financiaram a implantação do cultivo e transformação da cana-de-açúcar no Brasil. Em troca, os holandeses ficaram com a comercialização do produto na Europa (ver: Invasões holandesas no Brasil e Indígenas e as invasões holandesas no Brasil).
Com o propósito português da produção de riquezas o dever na Colônia era produzir o máximo pelo menor custo possível. Nas sesmarias, que eram grandes quantidades de terras (latifúndios) distribuídas pelos donatários e governadores-gerais aos colonos, é que se desenvolveu o processo da cana-de-açúcar. Surgiram, então, os grandes engenhos baseados na monocultura da cana-de-açúcar e na mão de obra escrava. Outros produtos, como o milho, o feijão e a mandioca, só eram produzidos para a subsistência dos moradores da sesmaria.
O nordeste, que era fisicamente semelhante à zona original do produto (o Sudeste Asiático) e que possuía um solo argiloso de fácil adaptação para a cana-de-açúcar, transformou-se no polo açucareiro do Brasil. Pernambuco era o principal produtor de açúcar, seguido pela Bahia. A produção açucareira nordestina se beneficiava da proximidade com os mercados consumidores da Europa.

### Escravatura e tráfico negreiro (séculos XVI–XIX)
A agricultura da cana nas grandes propriedades monocultoras introduziu o modo de produção escravista, baseado na importação e escravização de africanos. Esta atividade gerou todo um setor paralelo chamado de tráfico negreiro.
O tráfico negreiro só é interrompido em 1850, com a Lei Eusébio de Queirós.

### Ciclo do gado
A pecuária extensiva ajudou a expandir a ocupação do Brasil pelos portugueses, levando o povoamento do litoral para o interior.
O ciclo do açúcar entrava em decadência depois que a Insurreição Pernambucana expulsou os holandeses do Nordeste e do seu deslocamento para as Antilhas. Lá, instalaram grandes engenhos, que passaram a concorrer com os brasileiros. Nessas ilhas da América Central, alcançara-se enorme produção, e o açúcar era vendido por um preço inferior ao produzido no Brasil.
A saída para o declínio da cana de açúcar e de outros produtos da terra ocorreu com o povoamento do sertão nordestino, região até então muito pouco conhecida e explorada. Começava assim o ciclo do gado, ou ciclo do couro. Por fim, quase todo o território brasileiro, nos séculos XVII e XVIII, desenvolveu atividades pastoris, havendo grande comércio de carne e couro. O couro, especialmente, esteve muito presente na vida dos homens do sertão, conforme explica o historiador Capistrano de Abreu:
[...] de couro era a porta das cabanas, o rude leito aplicado ao chão duro, e mais tarde a cama para os partos; de couro eram todas as cordas, a borracha para carregar água, o mocó ou alforje para levar comida, a maca para guardar roupa, a mochila para milhar cavalo, a peia para prendê-lo em viagem, as bainhas de faca, as bruacas e surrões, a roupa de entrar no mato, os banguês para curtume ou para apurar sal; para os açudes, o material de aterro era levado em couros puxados por juntas de bois que calcavam a terra com seu peso. Em couro o sertanejo pisa o tabaco para o nariz— Enciclopédia Delta de História do Brasil. [S.l.]: Editora Delta S/A. 1969. p. 1483

### Ciclo da mineração (1709–1789)
Durante todo o século XVIII, expedições chamadas entradas e bandeiras vasculharam o interior do território em busca de metais valiosos (ouro, prata, cobre e pedras preciosas como diamantes e esmeraldas). Afinal, já no início do século XVIII (entre 1709 e 1720), estas foram achadas no interior da Capitania de São Paulo (Planalto Central e Montanhas Alterosas), nas áreas que, depois, foram desmembradas como Minas Gerais, Goiás e Mato Grosso.
A descoberta de ouro e diamante nessa região provocou um afluxo populacional vindo de Portugal e de outras áreas povoadas da colônia, como São Paulo, São Vicente e o litoral nordestino. Já de início, o choque na corrida pelas minas levou a um conflito entre os paulistas e os outros exploradores (Guerra dos Emboabas).
Outra importante atividade impulsionada pela mineração foi o comércio interno entre as diferentes vilas e cidades da colônia proporcionado pelos tropeiros.

#### Diamantes
Os primeiros diamantes no Brasil foram encontrados por volta de 1729, tendo logo despertado a atenção da Coroa Portuguesa. A primeira legislação visando a regulamentar a sua exploração foi o Regimento dos Superintendentes e Guardas-mores das Terras Minerais, comum a toda a região. Esse regulamento genérico despertou viva resistência entre os mineradores e, em termos fiscais, mostrou-se ineficaz com relação aos diamantes, cujas características (pequenas dimensões e elevado valor) incentivavam a sua ocultação e contrabando.
O seu principal centro produtor foi o Arraial do Tijuco (atual Diamantina), na Comarca do Serro do Frio, marcado, além do seu natural isolamento geográfico, pela severidade da legislação diamantífera – materializada, por exemplo, no chamado "Livro da Capa Verde" - e pelo rigor da fiscalização da Metrópole. Em 1734, era, ali, instituída a Intendência dos Diamantes. No ano seguinte (1735), a extração foi proibida por quatro anos, até que se encontrasse uma maneira mais eficaz de controle por parte da Coroa, e, principalmente, até que se recuperassem os preços internacionais do quilate, abalados pela abundância da oferta.
Superada esta fase inicial, institui-se, em 1741, o sistema de arrematação por contratos, que perdurou até 1771. Os historiadores indicam que, entre 1740 e 1771, foram extraídos mais de 1 666 569 quilates, levando à queda em 75 por cento do preço dos diamantes no mercado mundial.
A partir de 1771, foi criada a Real Extração, sob controle direto da Coroa. Este sistema perdurou até mesmo depois da Independência do Brasil (1822), sendo a Real Extração extinta por decreto apenas em 1832. Estima-se que, neste período até 1810, cerca de três milhões de quilates foram extraídos.

## Economia na era imperial (1822–1889)

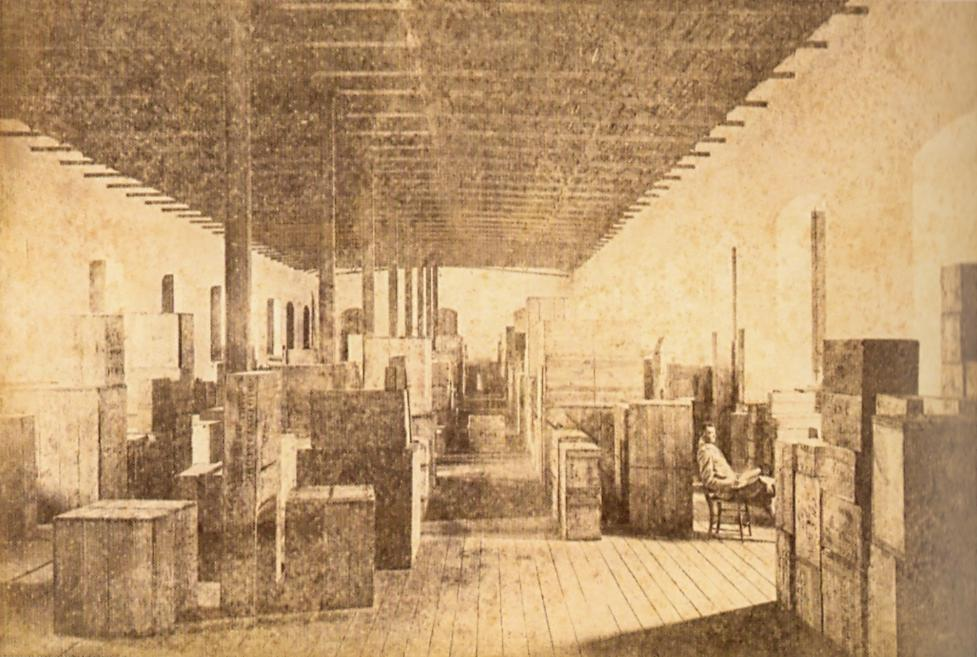
Armazém da Alfândega da cidade de Belém, na província do Pará, c. 1870.

Ao tornar-se independente em 1822, o Brasil possuía uma economia voltada para a exportação de matérias-primas. O mercado interno era pequeno, devido à falta de créditos e a quase completa subsistência das cidades, vilas e fazendas do país que se dedicavam à produção de alimentos e a criação de animais. Durante a primeira metade do século XIX, o Estado imperial investiu pesadamente na melhoria das estradas terrestres e detinha por sua vez, um memorável sistema de portos que possibilitava uma melhor troca comercial e comunicação entre as regiões do país. A economia do Brasil era extremamente diversificada no período pós-Independência, mas foi necessário um grande esforço por parte do governo monárquico para realizar a transmutação de sistema econômico puramente escravocrata e colonial para uma economia moderna e capitalista. Contudo, a monarquia fora capaz de manter, até o fim de sua existência, o notável crescimento econômico iniciado com a vinda do então Príncipe-Regente dom João ao Brasil. Isto foi possível, em parte, graças ao liberalismo económico adotado pelo regime monárquico, que favorecia a iniciativa privada.
Para um país carente de capitais, seria necessário investir o tanto quanto possível nas exportações, buscando alcançar uma balança comercial superavitária. Contudo, tal feito fora complicado pela completa falta de produtos manufaturados no país, o que resultou num aumento considerável das importações, criando um défice contínuo. A maior parte das importações eram tecidos, vinhos, sabões, comestíveis, perfumarias, dentre outros. Até a década de 1850, itens como carvão, maquinaria, cimento, ferro, ferramentas e artigos de ferro representavam 11% das importações brasileiras em relação à Grã-Bretanha. Mas o processo de industrialização constante do Brasil faria com que este percentual alcançasse 28% em 1889. Com o passar das décadas, surgiram novas tecnologias, aumentou a produtividade interna e as exportações aumentaram consideravelmente, possibilitando alcançar o tão almejado equilíbrio na balança comercial. Durante a década de 1820, o açúcar equivalia a cerca de 30%, o algodão 21%, o café 18% e couros e peles 14% do total das exportações, sendo Pernambuco o centro das produções açucareira e algodoeira. Apenas vinte anos depois, o café alcançaria 42%, enquanto o açúcar 27%, os couros e peles 9% e o algodão 8% do total das exportações. Entretanto, isto não significou uma diminuição na produção desses produtosː pelo contrário, "refletia uma diferença no crescimento relativo desses setores". Neste período de apenas vinte anos, as "exportações brasileiras dobraram em volume e triplicaram em valor nominal", enquanto seu valor em libras esterlinas aumentou em 40%.

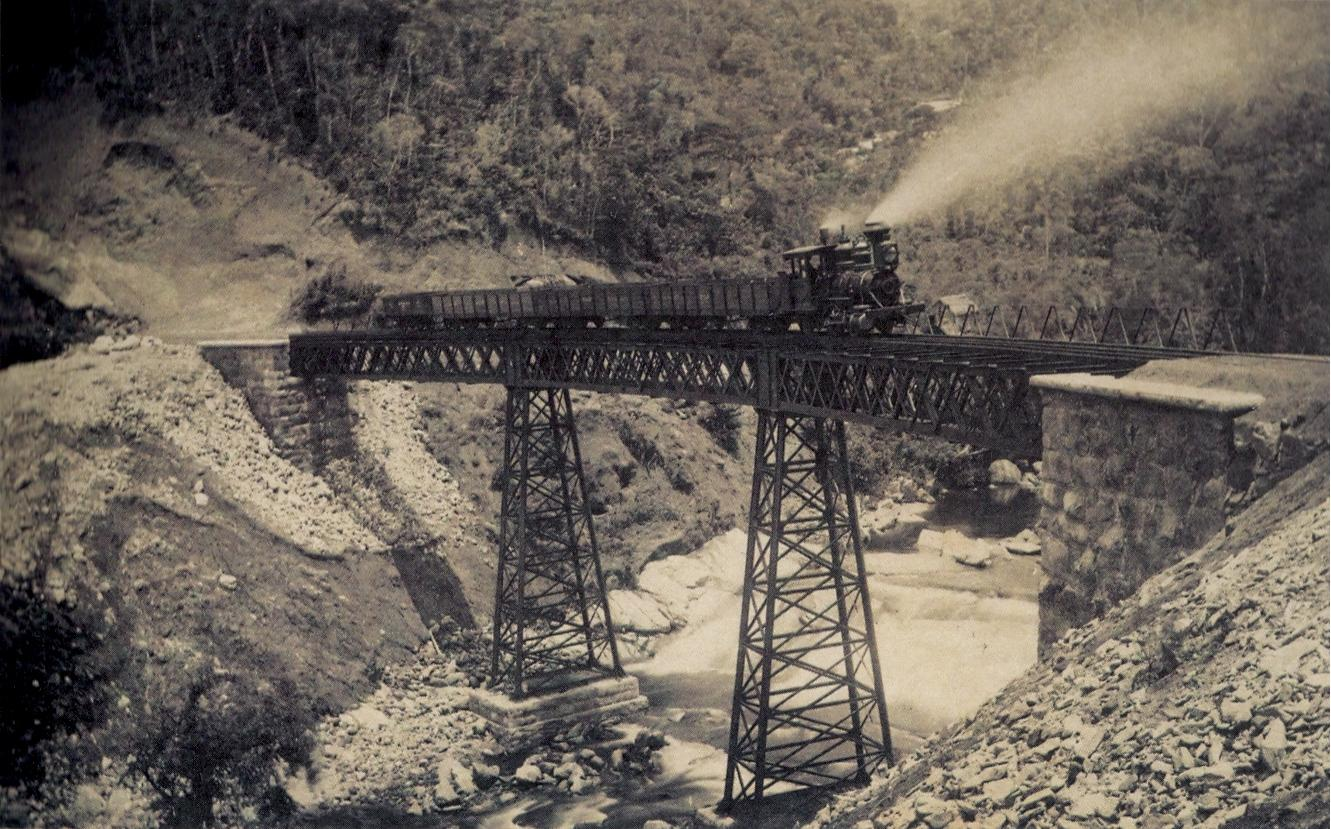
Estrada de ferro em Petrópolis, em 1885. O advento dos trens tornou o transporte de carga menos oneroso e mais rápido, diminuindo consideravelmente o custo de produção.

Nos anos 1820, o Brasil exportou cerca de 11 mil toneladas de cacau, enquanto que, em 1880, o valor foi de 73 500 toneladas  (ver: Ciclo do cacau). Entre os anos 1821 e 1825, exportaram-se 41 174 toneladas de açúcar, atingindo o incrível valor de 238 074 toneladas entre 1881 e 1885. Até 1850, a produção de borracha fora insignificante, mas, entre 1881 e 1890, alcançou o terceiro lugar nas exportações brasileiras. Foram, ao todo, cerca de 81 toneladas entre 1827 e 1830, atingindo 1 632 toneladas em 1852, e em 1900 foram 24 301 452 toneladas. Exportaram-se, também, cerca de 3 377 000 toneladas de café entre 1821 e 1860, enquanto que, entre 1861 e 1889, alcançaram-se 6 804 000 toneladas. A inovação tecnológica também contribuiu para o crescimento das exportações, como citado anteriormente. A principal razão foi a adoção da navegação a vapor e de ferrovias, o que permitiu, ao transporte de carga, tornar-se bem menos oneroso e muito mais rápido. O valor absoluto das exportações do Império em 1850 era o mais elevado da América Latina (o triplo da Argentina, que estava em quarto lugar) e manteria esta posição (inclusive em termos econômicos gerais) até o final da monarquia.
O comércio exterior, ou seja, importação e exportação somadas, acumulavam um valor total de 79 000 contos de réis entre 1834 e 1839 para atingir 472 000 contos de réis em 1886 (taxa de crescimento anual de 3,88% desde 1839). A partir de 1859, a balança comercial entre importação e exportação se equilibra até esta última tornar-se maior que a primeira em 1865. Após 1874, a balança comercial fica claramente favorável, tendo as exportações números bem mais altos que a importação. A maior parte das exportações brasileiras eram produtos agrícolas. No entanto, as exportações norte-americanas de produtos agrícolas respondiam por um percentual que variava em torno de 73% a 83% entre os anos 1850 e 1900 de todas as vendas externas, para efeitos de comparação. O crescimento econômico foi percebido no Produto Interno Bruto brasileiro (PIB), que, de 50 000 contos de réis em 1840, veio a atingir a cifra de 500 000 contos de réis em 1889 (uma incrível taxa de crescimento anual de 4,81% desde 1840). O crescimento econômico brasileiro, principalmente a partir de 1850, se comparado aos Estados Unidos e aos países europeus, foi "muito bom". O Brasil do último ano da monarquia era "próspero e respeitado".
O historiador Heitor Lyra resume a questão:
O Império, sob o ponto de vista do progresso e do desenvolvimento material do país, não foi o atraso e a estagnação, de que ainda hoje é acusado por quantos não se querem dar ao trabalho de estudar e conhecer melhor esse período da nossa História. E a verdade é o que o Brasil era, de fato, e de direito, sob este e outros aspectos, a primeira Nação da América Latina. Essa hegemonia ele iria conservar até o último dia da Monarquia.— 

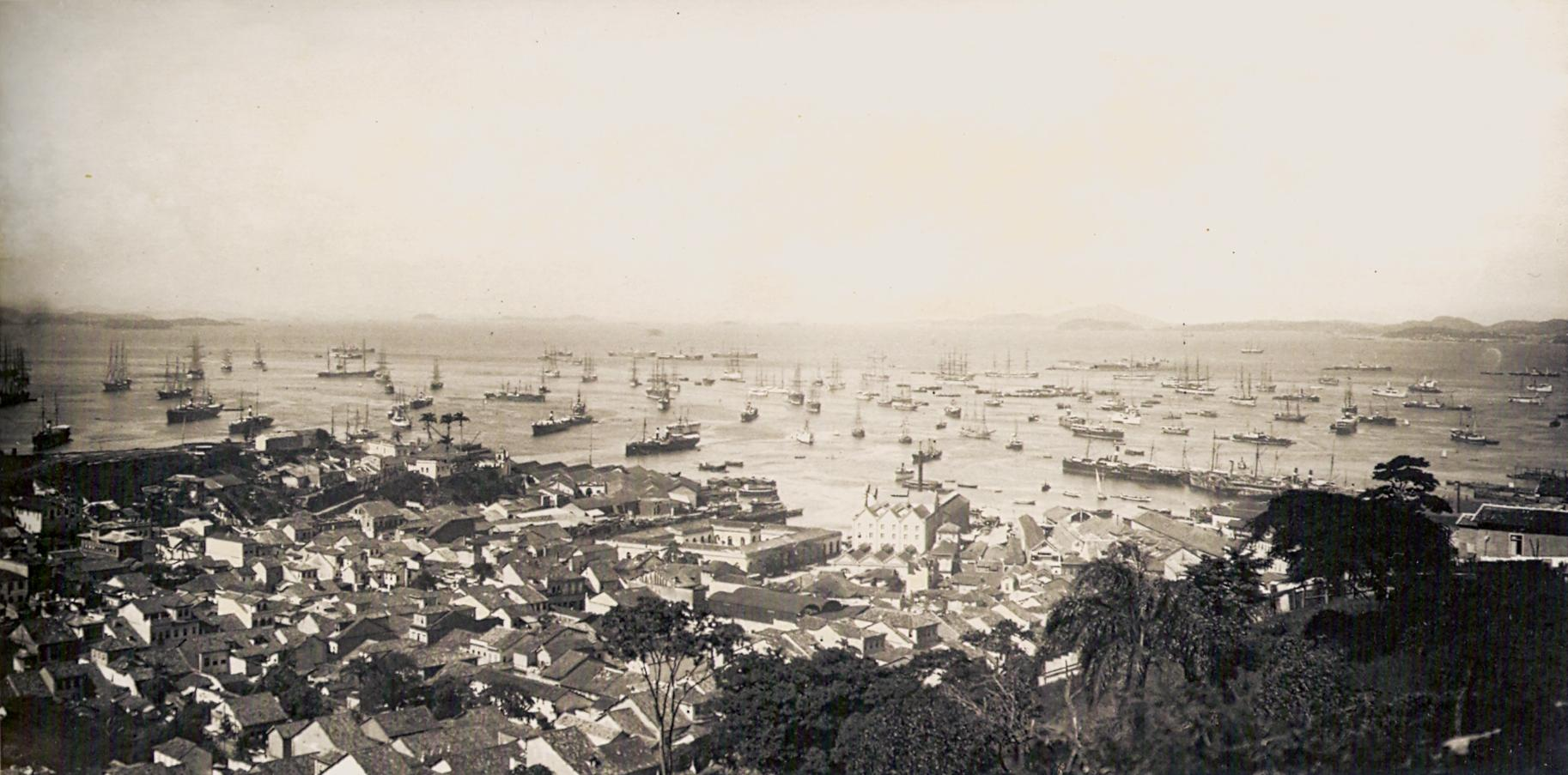
Vista do Centro da cidade do Rio de Janeiro em 1889. O comércio exterior brasileiro cresceu a uma taxa média anual de 3,88% durante 47 anos.

A renda per capita brasileira em 1890 era de 770 reais (em valores de 1990). Para se ter uma ideia do potencial econômico do país durante o Império, caso "tivesse podido manter o nível de produtividade conquistado em 1780 e conseguido ampliar as exportações com ritmo igual ao verificado na segunda metade do século XIX, sua renda per capita em 1950 seria comparável à média dos países da Europa Ocidental, e o país não se teria atrasado tanto". Ou seja, no início da segunda metade do século XX, não só o país seria mais rico, mas o povo brasileiro também, pois este teria uma condição de vida muito superior à existente atualmente.

### Agricultura
A agricultura no Brasil tinha um papel extremamente importante: 80% das pessoas em atividade dedicavam-se ao setor agrícola, 13% ao de serviços e 7% ao industrial. No interior do país havia uma agricultura realizada pelos próprios produtores (sem a utilização de escravos), abastecendo o mercado local. Nas regiões norte e nordeste ocorria o cultivo de algodão em conjunto com culturas de alimentos (para a própria subsistência e venda nos mercados locais), que eram produzidos por pequenos e médios lavradores. As grandes distâncias encareciam o custo do transporte e os impostos interprovinciais para o trânsito de mercadorias, o que acabou por restringir consideravelmente a capacidade de distribuição por parte dos produtores destes setores voltados ao mercado interno.

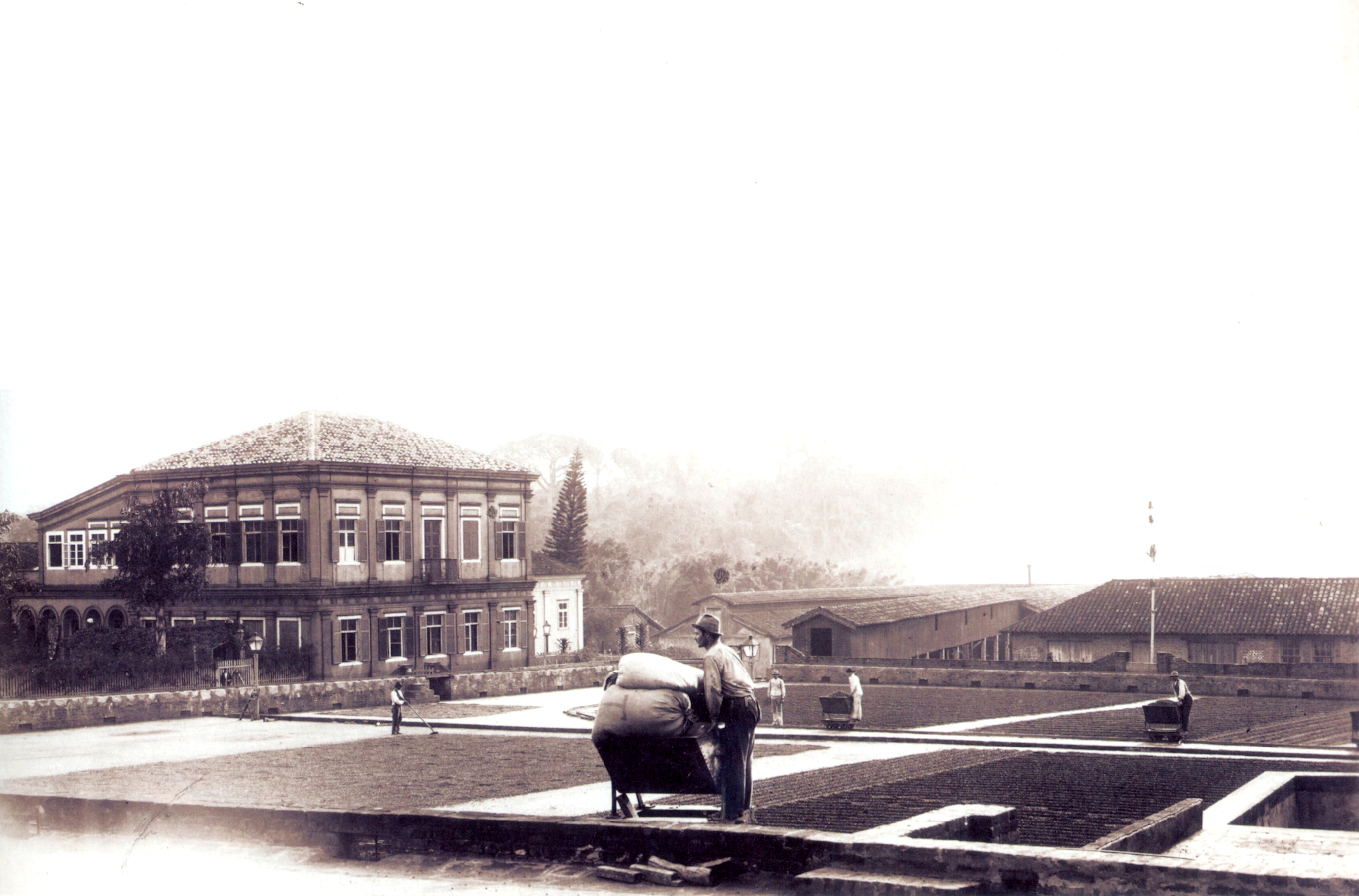
Fazenda Santa Genebra, na província de São Paulo, em 1880. Os produtores agrícolas buscaram modernizar seus empreendimentos para manter a competitividade no mercado internacional.

Na Região Sudeste do Brasil, a produção de café, que, no início do Brasil independente, respondia por apenas 3% das exportações, foi se tornando, a cada década, mais e mais importante para a economia brasileira, principalmente devido ao aumento extraordinário do mercado consumidor internacional. As fazendas cafeeiras eram praticamente autossustentáveis, pois não só o café era produzido ali, mas também a alimentação e vestuário para os escravos, negando a possibilidade de surgimento de outros setores econômicos voltados para este mercado. Entretanto, a extinção do tráfico negreiro (e o consequente encarecimento no valor dos escravos) obrigou aos produtores a focarem na manutenção da mão de obra em detrimento da autossustentabilidade. Buscou-se, então, impedir uma alta nos custos da produção.
Para se manterem competitivos nos mercados internacionais, os produtores agrícolas com ajuda governamental buscaram modernizar a produção, adotando inovações técnicas e tecnológicas. No Norte e Nordeste do país, foram instaladas grandes unidades de processamento de cana-de-açúcar, chamados de engenhos centrais, que revolucionaram a economia tradicional. Estas usinas vieram a ocupar o lugar das antigas fábricas de açúcar que datavam do período colonial, efetivamente industrializando o setor. Nas regiões cafeeiras, os produtores realizaram a transição da mão de obra escrava para a paga, com a absorção dos imigrantes estrangeiros que chegavam aos milhares a cada ano e também de ex-escravos (ver: Pós-abolição no Brasil). Os benefícios eram muitos, mas o principal era o barateamento do custo de produção, pois o sustento de escravos revelara-se mais oneroso que o pagamento de salários a trabalhadores livres. A província de São Paulo foi a que melhor logrou sucesso nessa empreitada, realizando a transição do antigo sistema econômico escravocrata para o moderno capitalista. Entretanto, a do Rio de Janeiro se revelou incapaz de assimilar as novas tendências do mercado, preferindo manter a utilização de mão de obra escrava até o fim, o que eventualmente causaria o seu colapso. O governo imperial não se limitou a facilitar o crédito para a compra de equipamentos modernos ou a vinda de imigrantes, mas também diminuiu vários impostos para colaborar com o esforço de modernização da produção agrícola do país. Um destas medidas ocorreu em 1874 quando o gabinete Rio Branco fixou em 40% a taxa de imposto para todas as mercadorias importadas (e que viria a incentivar a indústria nacional), ao mesmo tempo em que criou franquias aduaneiras para importações relacionadas a plantas vivas, sementes, raízes, bulbos e aparelhos mecânicos com o intuito de desenvolver a agricultura.

### Indústria
A indústria brasileira tem sua origem remota nas oficinas artesanais datadas do início do século XIX. A maior parte dos estabelecimentos industriais surgiram no Sudeste brasileiro (principalmente nas províncias do Rio de Janeiro, Minas Gerais e, mais tarde, São Paulo), e de acordo com a Junta de Comércio, Agricultura, Fábricas e Navegação, 77 estabelecimentos foram registrados entre 1808 e 1840 e receberam a classificação de "fábricas" ou "manufaturas". Contudo, a maior parte, cerca de 56 estabelecimentos, na realidade se encaixavam na categoria de "oficinas artesanais" e estavam voltados para os ramos de sabão e velas de sebo, rapé, fiação e tecelagem, alimentos, fundição de ferro e metais, lã e seda, dentre outros. Utilizavam como mão de obra tanto elementos livres como também escravos.

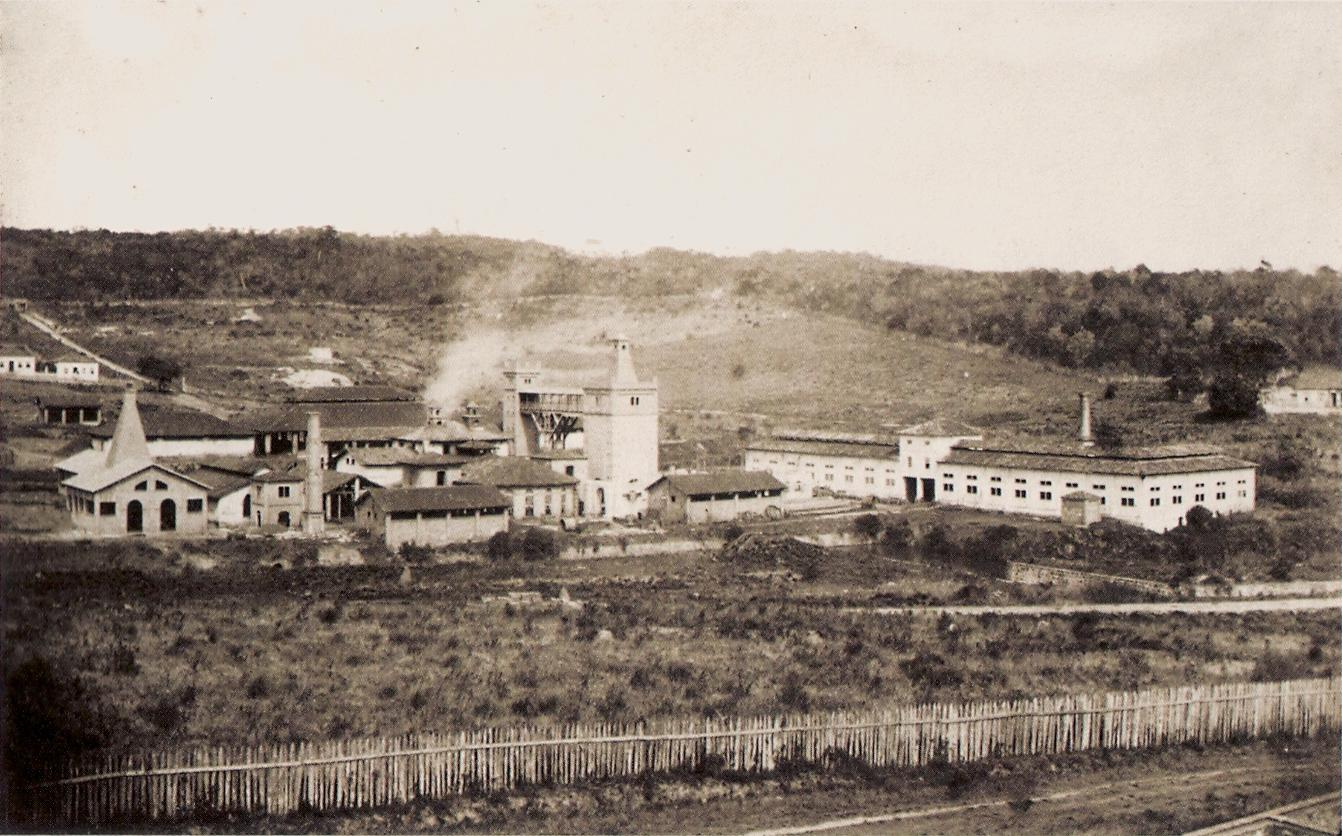
Fábrica de Ferro de São João de Ipanema, em Iperó, na então província de São Paulo, em 1884.

Havia vinte estabelecimentos que poderiam ser considerados de fato manufatureiros, e, deste total, treze foram criados entre os anos 1831 e 1840. Eram todos, contudo, de pequeno e porte e se assemelhavam mais a oficinas artesanais maiores do que a fábricas propriamente ditas. Entretanto, atuavam em ramos extremamente diversos, tais como: chapéus, pentes de tartaruga, ferraria e serraria, fiação e tecelagem, sabão e velas, vidros, tapetes, oleados etc. Provavelmente por causa da instabilidade do período regencial, apenas nove destes estabelecimentos ainda estavam em funcionamento em 1841, mas, em compensação, eram de grande porte e poderiam ser considerados um "prenúncio de uma nova era para as manufaturas". As razões pelo qual foi extremamente limitado o advento de manufaturas reais anteriormente à década de 1840 foram: a autossuficiência das regiões do país (principalmente das fazendas de café e cana-de-açúcar, que produziam seus próprios alimentos, vestuário, equipamentos etc.); a falta de capitais; e o alto custo da produção. Este último, por exemplo, impossibilitava as manufaturas nacionais de competirem com produtos estrangeiros (apesar de algumas já utilizarem máquinas), pois a maior parte da matéria-prima era importada.

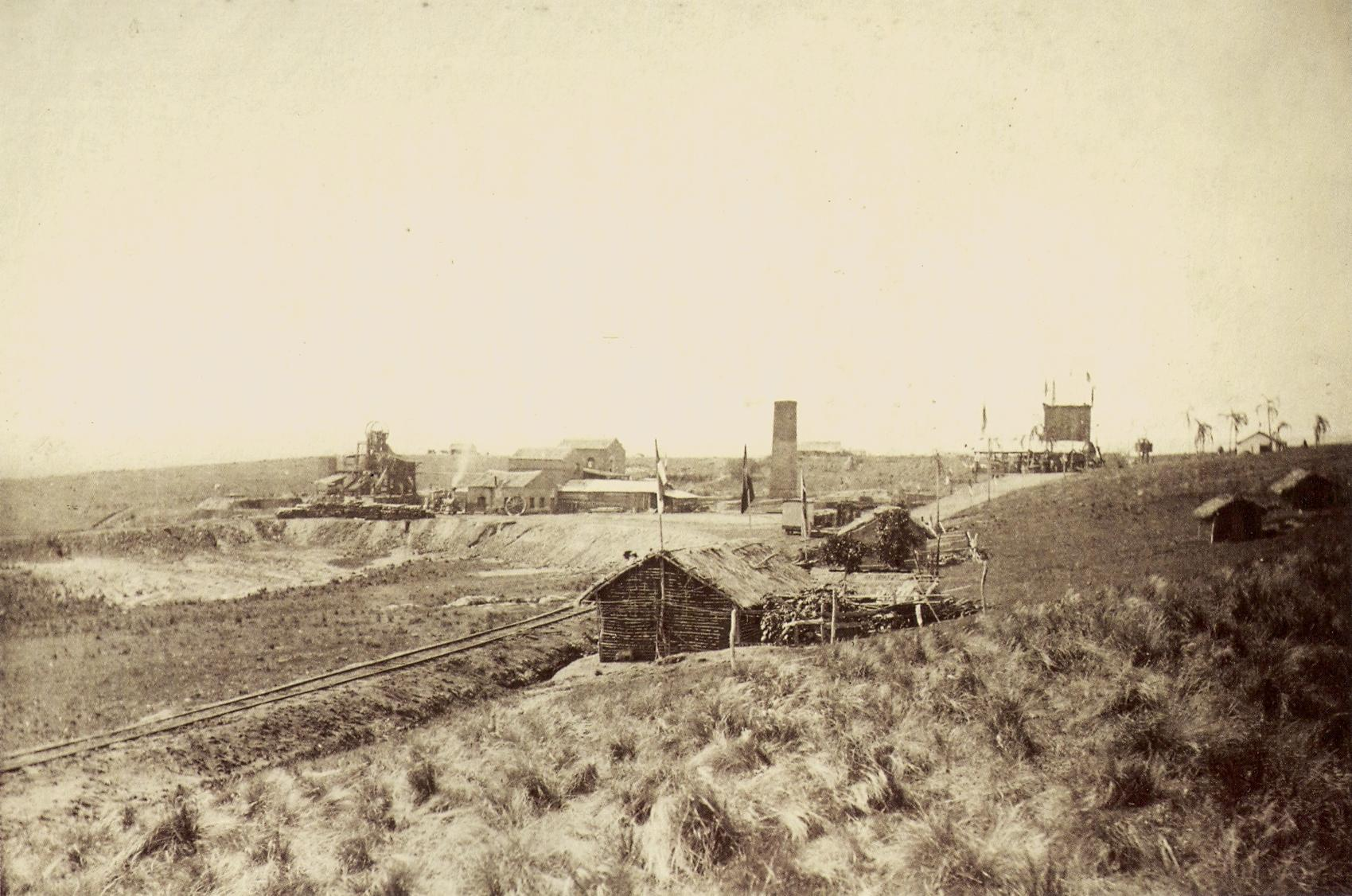
Poços petrolíferos em Arroio dos Ratos, na província do Rio Grande do Sul, em 1885.

A promulgação da tarifa Alves Branco, entretanto, viria a modificar tal quadro. Ela tinha, por objetivo, aumentar a arrecadação do Estado e incentivar o crescimento da indústria nacional, e logrou sucesso em ambas as empreitadas. A súbita proliferação de capital foi direcionada para investimentos nas áreas de serviços urbanos, transportes, comércio, bancos, indústrias etc. A maior parte do capital investido nas indústrias foi direcionado ao ramo têxtil. Contudo, num crescimento industrial sem precedentes, surgiram múltiplos estabelecimentos manufatureiros, tais como de: fundição e maquinaria, sabão e velas, vidros, cerveja, vinagre, galões de ouro e prata, calçados e cordoaria, couros, calçados e cordoaria, sabão e velas, chapéus e tecidos de algodão. Também pode ser citada a criação da Fundição e Estaleiros da Ponta da Areia, na cidade de Niterói, que inclusive construiu navios a vapor. Já a indústria têxtil algodoeira do país surgiu no ano de 1826 em Pernambuco, mas não foi bem sucedida, e só duas décadas mais tarde, com a abertura de outras unidades, o setor foi se consolidando naquela província. Na Bahia, a produção têxtil iniciou-se em 1844. O setor têxtil foi dinâmico durante o período monárquico brasileiro e recebeu relevantes investimentos até 1890, quando entrou em declínio. Algumas modernizações ocorreram, principalmente entre 1840 e 1860, quando foram criadas fábricas de bom nível tecnológico capazes de competir com outros grandes centros internacionais. Em 1853, havia 8 fábricas de tecidos no Brasil. Vieram outras melhorias com a estabilização das fábricas e forjas voltadas para a produção de equipamentos e peças para a manufatura têxtil.
A extinção do tráfico negreiro em 1850, ao contrário do que muitos autores alegam, não providenciou uma "liberação" de crédito para a área industrial. Tal afirmação não possui base documental alguma. Contudo, o capital antes empregado no tráfico foi direcionado a setores como os de empresas de serviços urbanos, transportes, bancos e comércio. Mas é possível que tenha contribuído indiretamente para o crescimento do setor industrial através de empréstimos concedidos pelos estabelecimentos bancários. Ao iniciar a década de 1850, havia cerca de 50 fábricas com capital superior a 7 000 contos de réis.

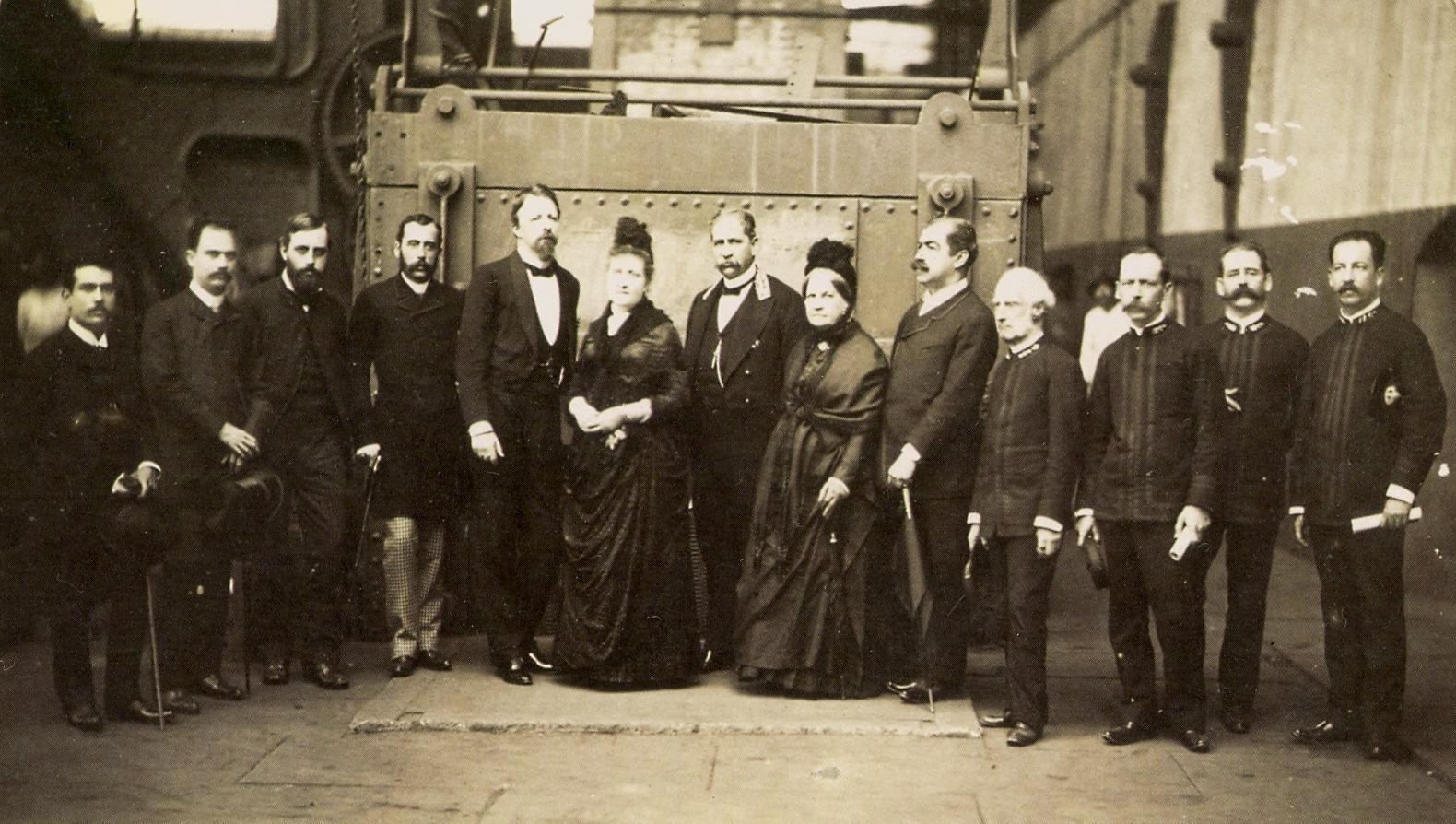
Gaston d'Orléans, conde d'Eu, e dona Isabel, Princesa Imperial, ao lado de oficiais em visita a uma fabricação de armamentos militares, em 1886.

Diferente da visão costumeira acerca do tema, o governo imperial criou diversos incentivos para a industrialização do país. Os mais antigos datam ainda do reinado de dom Pedro I, através de concessões de subvenções governamentais. O primeiro estabelecimento a receber tal concessão foi a "Fábrica das Chitas", voltada para estamparia e papel, por decreto de 26 de junho de 1826. A prática foi retomada na década de 1840, quando novos estabelecimentos industriais receberam subvenções. Em 1857, sete manufaturas eram beneficiadas por esta prática de incentivo, dentre elas o Estabelecimento de Fundição e Estaleiros da Ponta d'Areia, de propriedade de Irineu Evangelista de Sousa (futuro visconde de Mauá). Um dos critérios exigidos para a concessão destas subvenções era o emprego exclusivo de trabalhadores livres. Buscava-se, então, não só a transição do antigo sistema econômico colonial para o moderno sistema capitalista, mas também a da mão de obra escrava para a livre. Outros incentivos ocorreram, como o decreto de 8 de agosto de 1846, que isentava os produtos manufaturados de direitos de transporte (tanto no interior quanto no exterior), dispensava do recrutamento militar determinado número de empregados dos estabelecimentos industriais e eliminava a taxação sobre peças e maquinário importados pelas fábricas têxteis. No ano seguinte, novo decreto datado de junho declarava que todos os estabelecimentos industriais em solo nacional estariam livres de impostos sobre matérias-primas importadas. Desta maneira, os custos de produção da indústria nacional diminuíram consideravelmente, permitindo-a competir com produtos estrangeiros. A tarifa Alves Branco sofreu modificação em 1857, reduzindo para 15% as taxas sobre os produtos importados. Entretanto, no gabinete Rio Branco, a taxa sobre produtos estrangeiros foi elevada novamente para 40%, e novas matérias-primas receberam isenções tributárias sobre as importações.

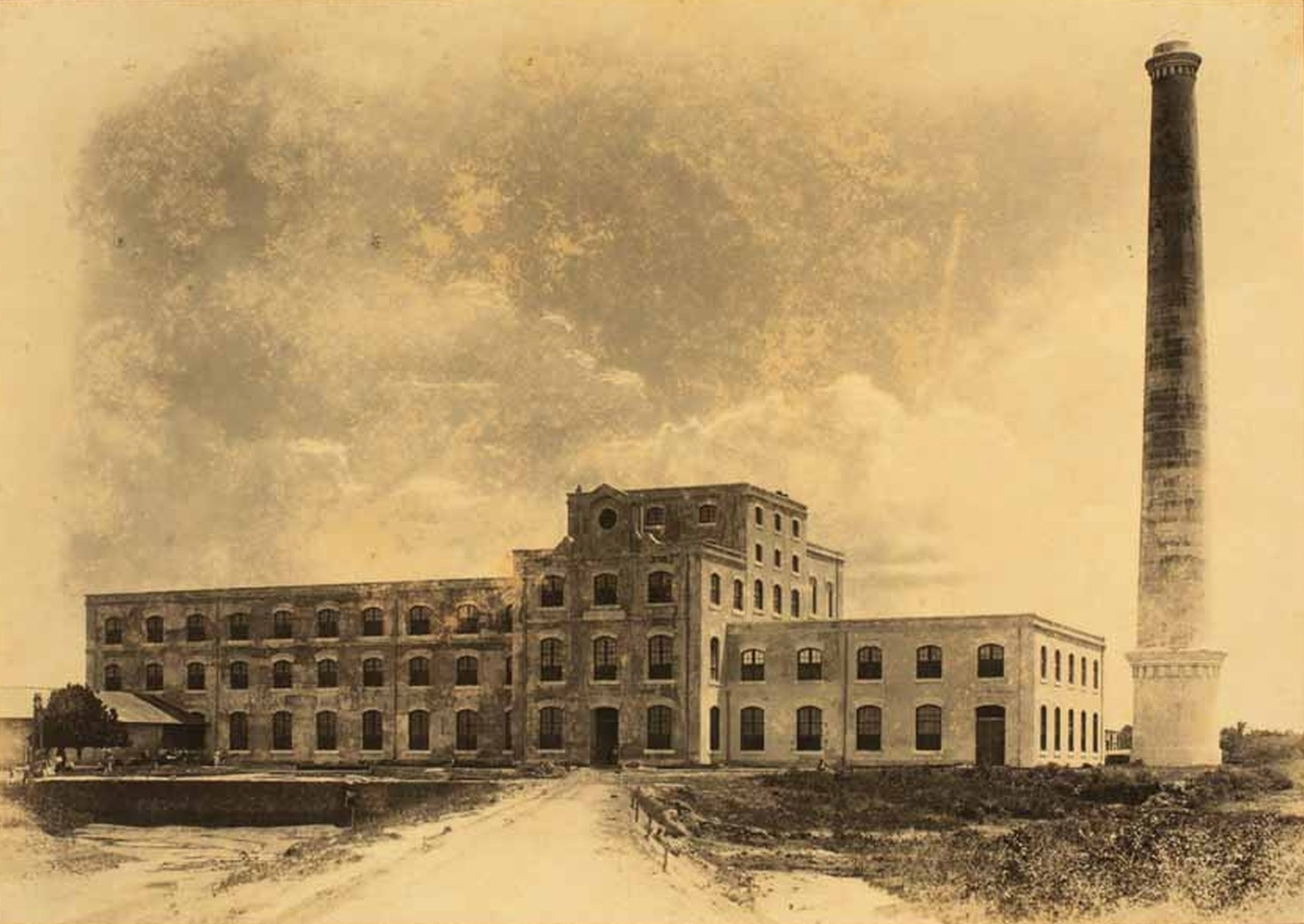
Usina Beltrão (Fábrica Tacaruna), no Recife. Inaugurada em 1895, foi a primeira refinaria do Brasil e da América do Sul.

Ao final da década de 1860, ocorre um novo surto industrial causado por dois conflitos armados: a Guerra Civil Norte-Americana e a Guerra do Paraguai. Na primeira, a produção de algodão foi interrompida pelo bloqueio da União pelas forças do Norte Unionista contra a Confederação. A segunda causou a emissão de moeda e o aumento de tarifas de importação para cobrir os gastos com o conflito. O resultado foi um grande estímulo não só para a indústria têxtil, mas também para outros setores, tais como: o químico, de cigarro, de vidro, papel, de couro, de instrumentos ópticos e náuticos etc. Durante a década de 1870, graças à decadência da região cafeeira do vale do Paraíba e de algumas áreas de produção açucareira, muitos fazendeiros investiram não somente na indústria têxtil de algodão, mas também em outros setores manufatureiros. A implantação de uma malha ferroviária por todo o território nacional também estimulou o surgimento de novas atividades industriais, principalmente em São Paulo. A indústria naval também sofreu um grande impulso neste período. É a partir da década de 1870 que o processo de industrialização do Brasil se torna constante e revela uma grande expansão.
Em 1880, é criada a Associação Industrial, com a primeira diretoria eleita no ano seguinte, que atuou no sentido de apoiar novos incentivos industriais e realizar propagandas contra os defensores de um Brasil essencialmente agrícola. Do capital empregado na economia brasileira até 1884, 9,6% era direcionado a indústria. A partir de 1885, este percentual cresce para 11,2%. Ao ser extinta através de um golpe de Estado em 1889, existiam, sob o regime monárquico brasileiro, 636 fábricas (taxa de crescimento anual de 6,74% 1850) com um capital de 401 630,6 contos de réis (taxa de crescimento anual de 10,93% desde 1850). Deste valor, 60% estava empregado no setor têxtil, 15% na alimentação, 10% no químico, 4% no madeireiro, 3,5% no vestuário e 3% na metalurgia.

## Ciclos econômicos pré-industriais

### Ciclo do café (1850–1930)
Após o fim do ciclo do ouro, com o esgotamento das jazidas, faltava ao Brasil um grande produto para preencher a lacuna deixada pelos metais preciosos. Essa decadência gerou uma crise econômica, durante a qual o poder de compra da população era bem menor do que na fase áurea da mineração. Foi uma crise longa, que só terminaria no século seguinte, durante o período regencial (1831-1840), com a ascensão do café.

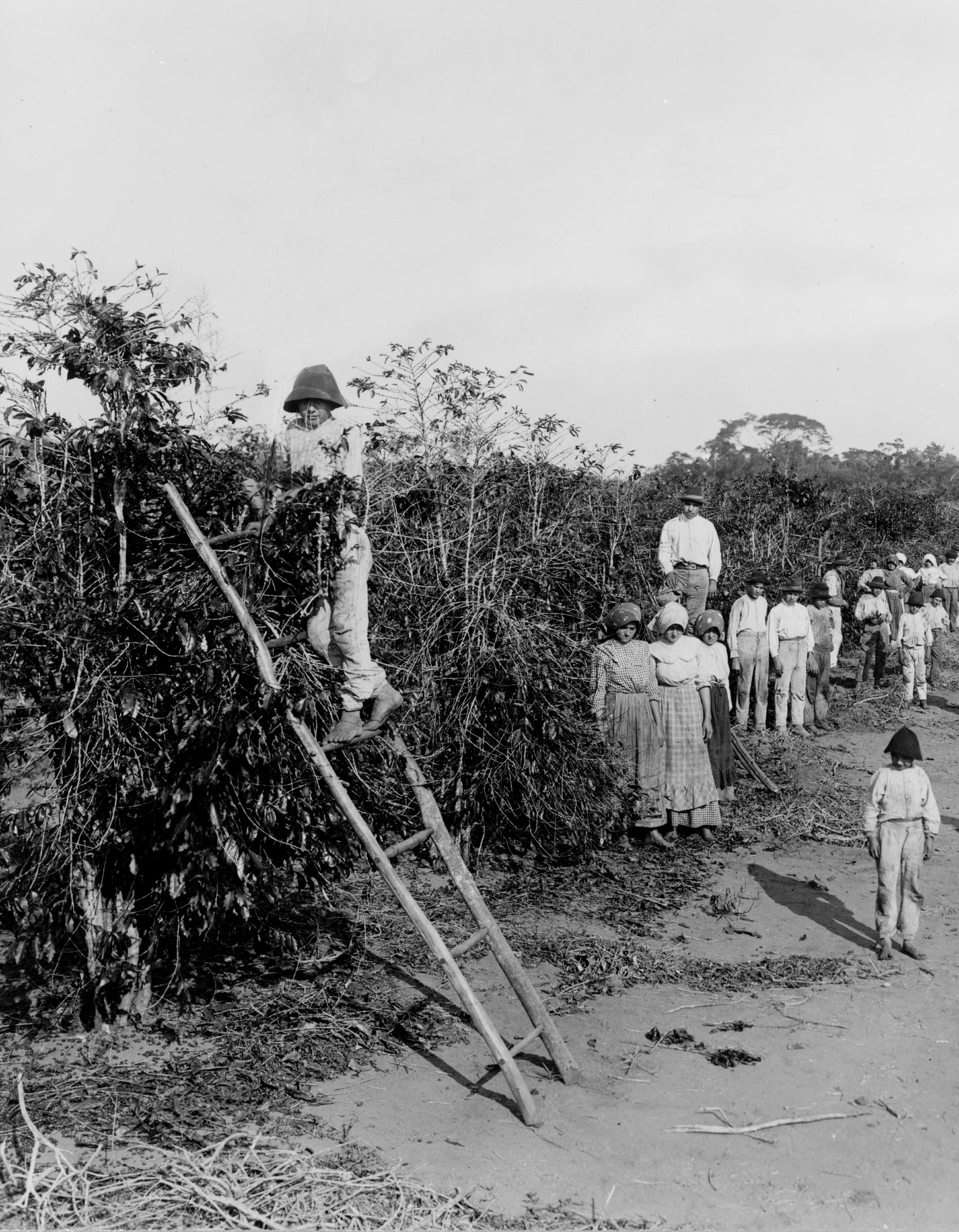
Uma lavoura de café no início do século XX

Introduzido no Brasil no início do século XVIII por Francisco de Melo Palheta, a partir de sementes contrabandeadas da Guiana Francesa, o café foi o produto que impulsionou a economia brasileira entre as décadas de 1850 e 1930. Concentrado a princípio no Vale do Paraíba (entre Rio de Janeiro e São Paulo) e depois no sul paulista e nas zonas de terra roxa do oeste de São Paulo e do Paraná, o grão foi o principal produto de exportação do país durante quase 100 anos. O café costumava ser plantado de forma não a mais apropriada:
Até por volta de 1870, a bacia do rio Paraíba foi o principal centro produtor de café. Mas aconteceu ali o que já havia ocorrido nas terras do norte. Outra vez ninguém pensou em tratar o solo, em plantar certo. As fileiras de café subiam morro acima, verticalmente. Quando chovia,as águas corriam pelas valas existentes entre uma fileira e outra, carregando a terra. Plantava-se também sempre nos mesmos lugares, sem dar descanço ao chão. As matas eram devastadas, fazendo com que a região se tornasse árida, sem as mesmas chuvas de outrora. Aquela zona começou a empobrecer. E esse território, que chegara a ser muito rico, começou a produzir cada vez menos. Os homens foram embora e as plantações ficaram abandonadas— «Segundo Reinado IV: A Evolução Econômica». Enciclopédia Delta de História do Brasil. [S.l.]: Editora Delta S/A. 1969. p. 1706
Por sorte, o café não ficou no mesmo lugar e seguiu para o interior. No oeste de São Paulo encontrou o planalto de terra roxa, o melhor tipo de solo para o cafeeiro. Em 1860 foi construída a estrada de ferro que ligava São Paulo ao porto de Santos e a produção cresceu rapidamente no estado nas décadas de 1880 e 1890. Em 1894, a produção que passava pelo porto de Santos superou a do Rio de Janeiro e lhe tornou o maior centro exportador de café do mundo.

### Ciclo da erva-mate (século XIX–início do século XX)
No século XIX, o isolacionismo do Paraguai levou Argentina e Uruguai a trocarem a erva-mate importada do Paraguai pela erva-mate importada do Brasil, o que impulsionou o ciclo da erva-mate na região dos atuais estados de Santa Catarina, Paraná e Mato Grosso do Sul, quando era conhecida como "ouro verde".
O próprio Paraná só se emancipou da província de São Paulo em 1853 em função do desenvolvimento trazido pelo ciclo da erva-mate, sendo que em meados dos século XIX a erva-mate chegou a representar 85% da economia paranaense. Graças a esse desenvolvimento econômico, a navegação fluvial nos rios Iguaçu e Paraná floresceu e Estrada da Graciosa e a Ferrovia Paranaguá/Curitiba facilitaram a ligação entre Curitiba e o litoral. Além disso, o ciclo promoveu o início do processo de industrialização no Paraná, focado na manufatura da erva-mate, situação que permaneceu até a década de 1930  (ver: Engenho de erva-mate). Entre as primeiras indústrias do estado está a Moinhos Unidos Brasil Mate Sociedade Anônima, fundada em 1834, que viria a se tornar a Mate Real.

### Ciclo da borracha (1866–1913)
No início do século XVIII, o naturalista Charles Marie de La Condamine viajou à região amazônica e estudou as propriedades da Hevea brasiliensis, árvore nativa da Amazônia, conhecida como seringueira, constatando várias utilizações dessa planta para o homem. Posteriormente, Charles Goodyear descobriria o processo de vulcanização desse líquido conhecido como látex, se tornando, então, possível a fabricação de pneumáticos para a indústria automobilística - até então, os carros utilizavam rodas de madeira. Porém, apenas mais de um século depois, cerca do ano de 1870, começou a tornar-se sensação na Europa e nos Estados Unidos: a demanda crescia vorazmente e a oferta crescia timidamente, gerando um rápido aumento na cotação internacional do produto.
Na época, o único local de existência da árvore era na bacia amazônica. Dessa maneira, a problemática sobre como aumentar a produção para atender a demanda mundial crescente era algo difícil de resolver. Assim, a evolução da economia mundial da borracha desdobrou-se em duas etapas: a primeira encontrou uma solução de emergência para o problema da oferta; a segunda se caracterizou pela produção organizada em bases racionais, permitindo que a oferta adquirisse elasticidade requerida pelo mercado em expansão. A primeira etapa operou-se totalmente na região amazônica.
Na região nordestina houve uma prolongada seca entre os anos de 1877 e 1880, que dizimou quase todo o rebanho da região, além de vitimar de cem a duzentos mil pessoas. O movimento de ajuda logo foi orientado para promover a emigração para outras regiões, particularmente a amazônica. A concentração de gente no litoral facilitou o recrutamento. Os governos dos estados amazônicos organizaram serviço de propaganda e concederam subsídios e gastos de transporte para os emigrantes. Assim, formou-se a corrente migratória que permitiu a expansão da produção da borracha na Amazônia, permitindo à economia mundial preparar-se para uma solução do problema.
Fazendeiros, pequenos agricultores e outros agroempresários foram atraídos para o interior da Amazônia para constituir fazendas silvicultoras, voltadas à extração de látex. Simples homens ergueram-se como barões da borracha, concentrando renda e relegando sua mão de obra à miséria e a condições análogas à escravidão.
Na pauta de exportações brasileiras, a borracha chegou a representar 40%, possuindo a mesma parcela de participação que o café durante o ciclo do café, evidenciando a grande importância do ciclo da borracha. Os lucros auferidos com tal comércio ficavam concentrados basicamente nas metrópoles amazônicas, Belém e Manaus, principalmente na primeira (devido a sua posição estratégica, próxima ao oceano). Suas rendas per capita chegaram a ser das mais altas do planeta. Os lucros eram destinados principalmente às mãos dos empresários do sector financeiro. As duas cidades passaram por profundas reformas urbanas, frutificando imensos projetos urbanísticos de francização como o Petit Paris em Belém e a Paris nos Trópicos, em Manaus, incluindo grandes e opulentas obras como o Theatro da Paz (Belém), o Teatro Amazonas (Manaus), suntuosos palácios, boulevards e imensas avenidas com túneis de mangueiras.
O ciclo da borracha é também conhecido na Amazônia como a Belle Époque (ver: Belle Époque brasileira) e foi uma época de ostentação e fausto, porém começou a ruir com as bruscas quedas na cotação internacional da borracha, graças à ampliação em demasia da oferta de látex, propiciada pela biopirataria de milhares de seringueiras ao Oriente; emigração de famílias capitalizadas e a I Guerra Mundial. Porém, o fator determinante para seu ocaso foi a pouca diversificação da economia amazônica, já que acreditavam que os altíssimos lucros da borracha seriam eternos. Para se ter noção, a renda per capita de Belém do Pará caiu quase cinco vezes de 1910 a 1920. Com o fim do ciclo, houve saqueamentos, suicídios, emigração em massa, abandono de casarões, sucateamento (1800 a 1930).
Desde a época colonial até 1930, a economia brasileira foi organizada economicamente por meio da produção e exportação de algumas poucas "commodities" agrícolas, cujas características centravam-se na produção de gêneros que interessavam ao mercado internacional. Esse fato define a economia brasileira nesse período como primário-exportadora.

## Industrialização e desenvolvimentismo (1930–1980)
Nacional-desenvolvimentismo é geralmente o nome que se dá ao acelerado processo de crescimento da renda per capita entre 1930 e 1980. É a fase do fortalecimento da nação brasileira e da industrialização, na qual a renda por habitante cresce em média 2,8% ao ano. O período começa com a Era Vargas, no qual é autoritário entre 1937 e 1945; torna-se democrático entre 1945 e 1964; passa por uma crise entre 1961 e 1964; volta a ser autoritário, agora sob o Regime Militar; experimenta o "milagre econômico" entre 1969 e 1973; e entra em crise - a grande crise da dívida externa - a partir de 1980. Nesse período, em que as grandes figuras foram Getúlio Vargas e Juscelino Kubitschek o Estado desempenhou um papel ativo na industrialização do país, protegendo a indústria nacional através de um regime de substituição de importações; iniciou, a partir de 1968, um processo de exportação de manufaturados muito bem sucedido; mas o endividamento externo entre 1974 e 1978 levará o país à crise em 1980.
O modelo de transporte adotado foi o rodoviário, em detrimento de todos os demais (ferroviário, hidroviário, marítimo, aéreo) (ver: Transportes do Brasil).
Valendo-se de políticas econômicas desenvolvimentistas desde a Era Vargas, na década de 1930, o Brasil desenvolveu grande parte de sua infraestrutura em pouco tempo e alcançou elevadas taxas de crescimento econômico. Todavia, o governo, muitas vezes, manteve suas contas em desequilíbrio, multiplicando a dívida externa e desencadeando uma grande onda inflacionária.
O presidente João Goulart tentou implementar as reformas de base (agrária, habitacional, financeira) mas foi impedido pelo regime militar de 1964.
Em 1967, é criada a Zona Franca de Manaus. O capitalismo brasileiro em 1964 vivia em uma crise econômica e necessitava de aprofundar suas tendências anteriores ao trabalhismo. O governo durante o regime militar também auxiliou em outras esferas as empresas brasileiras, inclusive as empreiteiras. A política educacional do regime foi orientada para auxiliar um capitalismo dependente dos Estados Unidos.

### Milagre econômico (1969–1973)
Entre 1969 e 1973, o Brasil viveu o chamado Milagre Econômico, quando um crescimento acelerado da indústria gerou empregos e aumentou a renda de muitos trabalhadores. Houve, porém, ampliação da concentração de renda. O principal motivo era a defasagem dos salários mais baixos. Por exemplo, o salário-mínimo real, apesar de cair menos do que no período entre 1964 e 1966, quando sofreu uma diminuição de 25%, baixou mais 15% entre 1967 e 1973. Era a famosa teoria de "fazer crescer o bolo para dividir depois".
Neste período com intuito de romper a estagnação que se seguira ao governo Kubitschek, e visando estimular o crescimento econômico, além de promover a integração nacional, o governo militar tratou de implementar vários programas nas áreas de transportes, energia e de estratégia militar.
A construção de Usinas Hidrelétricas por todo o pais deu condições de desenvolvimento para uma série de regiões brasileiras.
Com o objetivo de desenvolver a Região Norte do Brasil, o governo tomou uma série de medidas que permitiriam sua ocupação e desenvolvimento, a principal delas foi a construção da Rodovia Transamazônica.

### Recessão e crise monetária (1973–1990)

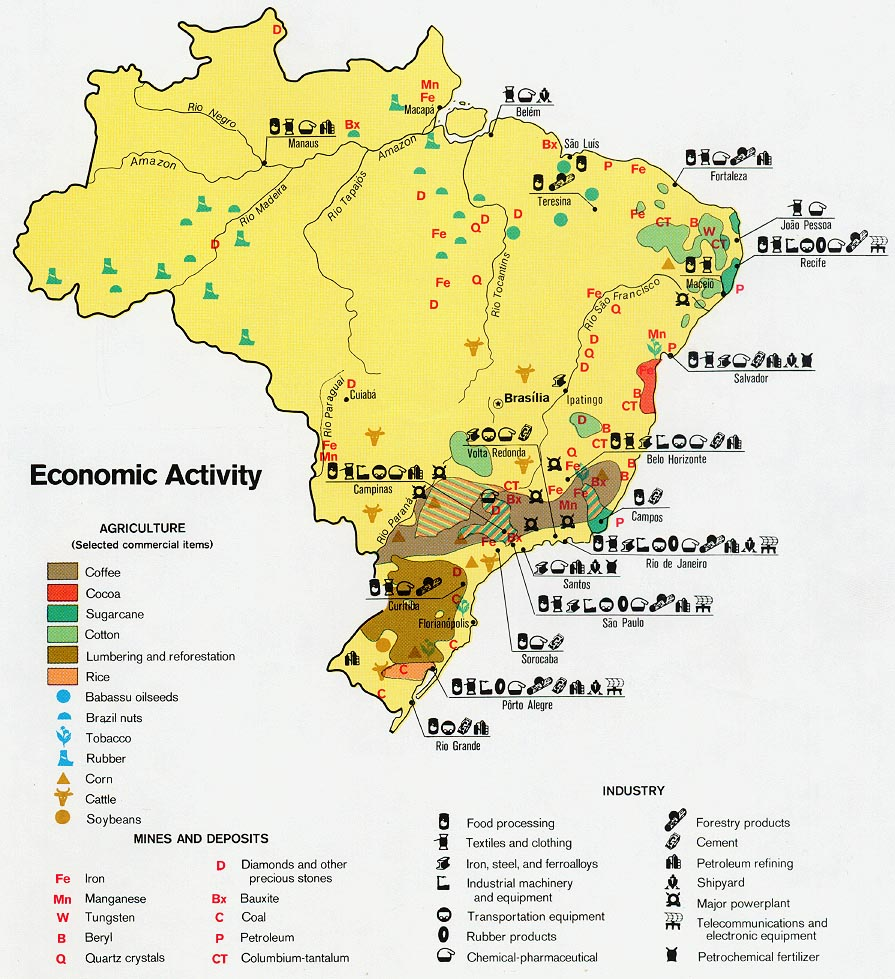
Mapa econômico do Brasil (1977).

Da Crise do Petróleo até o início dos anos 1990, o Brasil viveu um período prolongado de instabilidade monetária e de recessão, com altíssimos índices de inflação (hiperinflação) combinados com arrocho salarial, aumento da dívida externa e crescimento pífio.
Já na década de 1980, o governo brasileiro desenvolveu vários planos econômicos que visavam ao controle da inflação, sem nenhum sucesso. O resultado foi o não pagamento de dívidas com credores internacionais (moratória), o que resultou em graves problemas econômicos que perdurariam por anos. Não foi por acaso que os anos 1980, na economia brasileira, ganharam o apelido de "década perdida".
- Plano Cruzado
- Plano Bresser
- Plano Collor

## Abertura econômica (1990–2002)
O governo Fernando Collor teve, como principal lema, a falência do projeto desenvolvimentista como motor de crescimento. Em particular, a baixa qualidade dos automóveis e computadores nacionais, protegidos por altas barreiras alfandegárias, foi utilizada como exemplo da incapacidade do governo como grande empresário. A partir de então, observou-se uma crescente abertura comercial e uma série de privatizações. Diversas empresas de baixa eficiência, principalmente do setor de informática, foram à falência, enquanto a qualidade dos produtos disponíveis teve uma melhora substancial.
A estabilidade monetária só foi alcançada com a implantação do Plano Real, em 1994, já no governo Itamar Franco. Como consequência do fim da inflação e do fim do regressivo imposto inflacionário, houve uma melhora da renda sem precedentes para as classes mais baixas. O ministro da fazenda, Fernando Henrique Cardoso, foi eleito presidente com ampla margem. Sua presidência foi caracterizada por avanços nos processos de modernização e redistribuição de renda.
A Lei de Responsabilidade Fiscal ajudou a controlar os gastos dos estados e municípios. Por outro lado, a insistência na política de câmbio fixo valorizado gerou um prejuízo na situação fiscal que culminou com o ataque especulativo e a implementação do regime de câmbio flutuante com Armínio Fraga. A implementação de políticas redistributivas como o Bolsa Escola e o Bolsa Alimentação ajudou a reduzir a concentração de renda, porém com efeitos muito inferiores aos do fim da inflação.
Apesar das reduzidas taxas de crescimento econômico, principalmente comparadas com as obtidas entre 1948 e 1979, houve uma significativa redução da desigualdade social no período entre 1990 e 2002, bem como uma melhora substancial em outros índices como os de escolaridade e de mortalidade infantil.

## Era Lula (2003–2011)
A política econômica do segundo mandato de Fernando Henrique Cardoso, baseada no câmbio flutuante e numa política monetária austera visando ao controle da inflação, foi mantida no governo de Luiz Inácio Lula da Silva. Do ponto de vista fiscal, o controle do superavit se deu através de um aumento substancial de arrecadação que contrabalançou a significativa elevação nos gastos públicos. A unificação dos programas redistributivos sob o nome de Bolsa Família foi uma das principais bandeiras do Governo Lula.
O Banco Central do Brasil pagou o empréstimo do FMI em 2005, embora pudesse pagar a dívida até 2006. Uma das questões que o Banco Central do Brasil tratou foi um excesso de fluxos especulativos de capital de curto prazo para o país, o que pode ter contribuído para uma queda no valor do Dólar frente ao Real durante esse período. No entanto, o investimento estrangeiro direto (IED), relacionado a longo prazo, menos investimento especulativo em produção, estimava-se ser de US$ 193,8 bilhões para 2007. O monitoramento e controle da inflação desempenhou um papel importante nas funções do Banco Central de fixar as taxas de juro de curto prazo como uma medida de política monetária.
A Era Lula foi o mais próspero período da economia brasileira em três décadas. Teve também o menor período recessivo da história do país — seis meses, durante os impactos da crise mundial de 2007 e 2008. Nos seus dois mandatos, Lula empreendeu reformas e mudanças radicais que produziram transformações sociais e econômicas no Brasil, que triplicou seu PIB per capita e alcançou o grau de investimento pela agência de classificação de risco Standard & Poor's. Em 2010, último ano do Governo Lula, o PIB brasileiro cresceu 7,5%.

## Crise econômica (2014–atualidade)

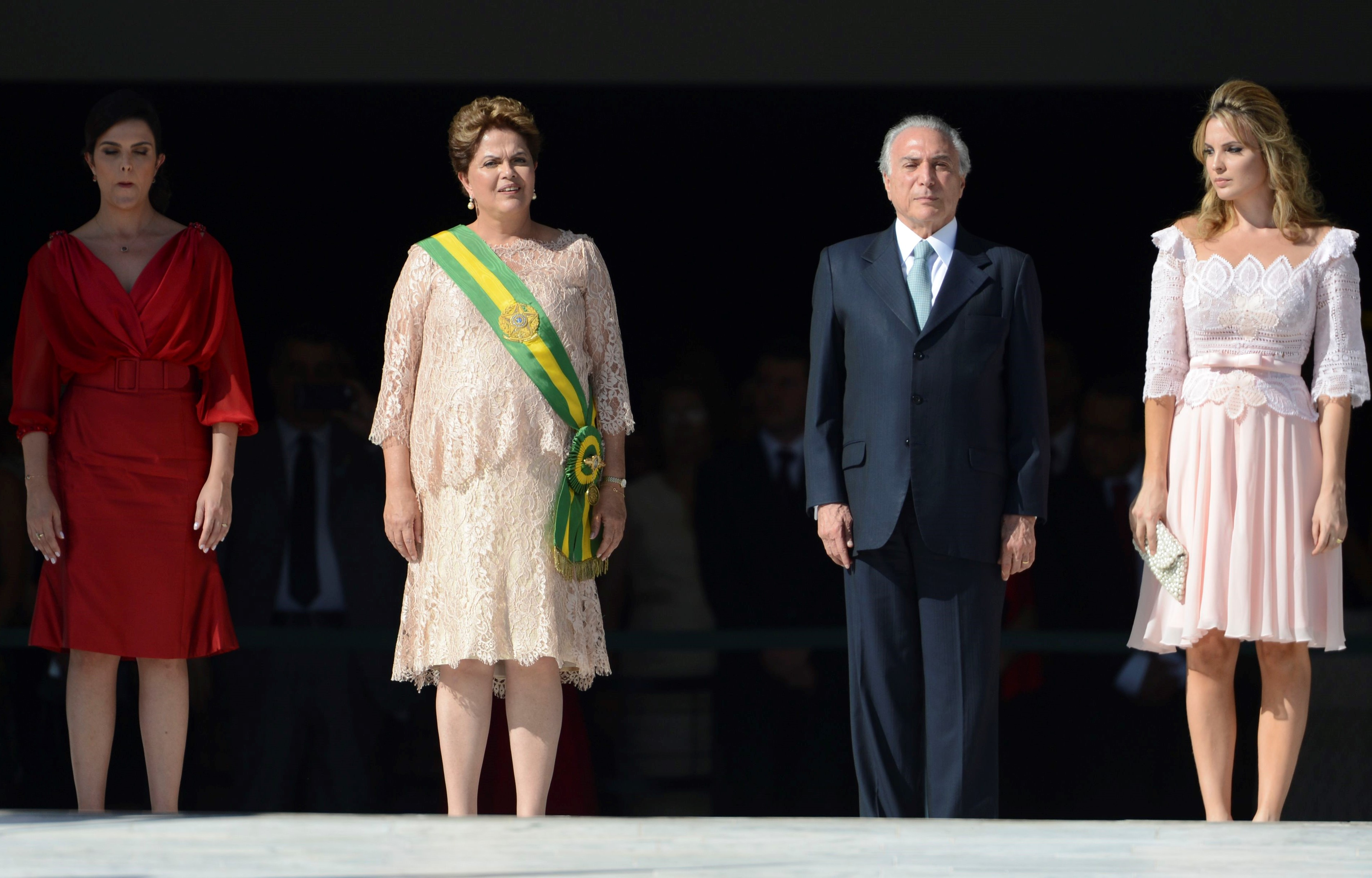
Dilma Rousseff em sua posse como presidente no dia 1.º de janeiro de 2015, ao lado de seu vice, Michel Temer.

Em meados de 2014, teve início uma forte crise econômica. Uma de suas consequências foi a forte recessão econômica, levando a um recuo no Produto interno bruto (PIB) por dois anos consecutivos. A economia contraiu-se em cerca de 3,8% em 2015 e 3,6% em 2016. A crise também gerou desemprego, que atingiu seu auge em março de 2017 com uma taxa de 13,7%, o que representava mais de 14 milhões de brasileiros desempregados.
A crise foi acompanhada e intensificada por uma crise política, que resultou em protestos contra o governo por todo o país. Dilma Rousseff, presidente na época, que tinha sido reeleita para seu segundo mandato, foi afastada do cargo definitivamente em agosto de 2016, com a conclusão de um processo de impeachment, assumindo seu vice Michel Temer, que também foi alvo de protestos.
Após três anos de crescimento baixo, a economia teve uma recessão de -4,1% em 2020 devido à Pandemia de COVID-19.